# Régiment de La Tour d'Auvergne
Le régiment de La Tour d'Auvergne est un régiment d'infanterie du royaume de France créé en 1691 sous le nom de régiment de Noailles et incorporé dans le régiment de Nice en 1749.

## Création et différentes dénominations
- 31 octobre 1691 : création du régiment de Noailles
- 1704 : renommé régiment de Beaufermes
- 1708 : renommé régiment de Brichambault
- 1719 : renommé régiment de Montfort
- 1721 : renommé régiment de Picquigny
- 1733 : renommé régiment de Rosnyvinen
- 1743 : renommé régiment de Montboissier
- 1745 : renommé régiment de La Tour d’Auvergne
- 18 février 1749 : incorporation des grenadiers dans le régiment des Grenadiers de France et du reste dans le régiment de Nice

## Colonels et mestres de camp
- 31 octobre 1691 : Anne Jules de Noailles, duc de Noailles, brigadier de cavalerie le 13 février 1674, maréchal de camp le 25 février 1677, lieutenant général le 25 juin 1682, maréchal de France par état du 27 mars 1693, † 2 octobre 1708
- 1702 : comte de Noailles, † 1704
- 1704 : comte de Beaufermes, frère du précédent
- 1er décembre 1708 : Joseph Perrin-Brichambault, brigadier le 29 mars 1710, maréchal de camp le 1er février 1719
- 6 mars 1719 : Paul, comte de Montfort, † 21 janvier 1788
- 6 décembre 1721 : Charles François, comte puis duc de Picquigny, † 14 juillet 1731
- 17 juillet 1731 : Louis Auguste d’Albert d’Ailly, duc de Chaulnes, père du précédent, brigadier de cavalerie le 10 février 1704, maréchal de camp le 19 juin 1708, lieutenant général le 8 mars 1718, maréchal de France le 11 février 1741, † 9 novembre 1744
- 15 mai 1733 : Joachim Amaury Gaston, marquis de Rosnyvinen, brigadier le 1er novembre 1737, maréchal de camp le 20 février 1743, † 6 décembre 1743
- 6 mars 1743 : Charles Henri Philippe, chevalier puis vicomte de Montboissier
- 1er décembre 1745 : comte de La Tour d’Auvergne, † 1746
- 12 août 1746 : Nicolas François Jules, chevalier puis comte de La Tour d’Auvergne, frère du précédent, brigadier le 15 octobre 1758, déclaré maréchal de camp en novembre 1761 par brevet expédié le 20 février

## Historique des garnisons, combats et batailles
- 1691 : formé en octobre du bataillon de Massias du régiment de Normandie, bataillon dont l’origine remontait à une compagnie franche levée en 1683 par N. Perrin de Brichambault
- 1693 : Roussillon. Roses
- 1694 : Ter (27 mai), Girone, Palamos, Hostalrich, Castelfollit
- 1696 : Italie, Valenza.
- 1697 : Meuse
- 1701 : Allemagne ; au début de la guerre de succession d'Espagne dans les Pays-Bas espagnols, un bataillon du régiment de Noailles est envoyé par le maréchal de Boufflers pour défendre la place de Luxembourg[1].
- 1703 : Kehl (20 février - 10 mars), Bavière
- 1704 : Hochstedt, défense de Landau, où le colonel est tué
- 1705-1706 : Rhin
- 1706-1707 : Flandre
- 1708 : Rhin
- 1709 : Flandre, Malplaquet (11 septembre)
- 1711 : Arleux
- 1712 : Douai, Le Quesnoy, Bouchain
- 1713 : Rhin, Landau, Fribourg
- 1727 : camp de la Sambre
- 1734 : Lorraine, Trêves, Traërbach, Philippsbourg
- 1735 : Klausen
- 1741-1742 : Bohême, Prague, Sahay (24 mai)
- 1744 : Flandre ; Menin, Ypres, Furnes, Alsace, Augenheim, Fribourg
- 1745 : Bas-Rhin
- 1746 : Flandre
- 1747 : Mons, Namur, Raucoux (11 octobre). Provence, Nice

## Personnalités

### Charles Henri Philippe de Montboissier
Fils de Philippe Claude de Montboissier-Beaufort-Canillac (1671-1765) lieutenant général des armées du Roi et de Marie Anne Geneviève de Maillé, Charles Henri Philippe de Montboissier-Beaufort-Canillac est né le 15 mars 1719. Marié à Marie Charlotte Boutin de la Coulommière, ils ont au moins un enfant Charles Philippe Simon de Montboissier-Beaufort-Canillac né le 30 octobre 1750 † 9 vendémiaire an XI (1er octobre 1802). Brigadier le 27 octobre 1747 il meurt le 24 février 1751.

## Drapeaux
3 drapeaux, dont 1 blanc colonel et 2 d’ordonnance « jaune & bleus, rayez en travers dans les 4 quarrez, & croix blanches ».

Drapeaux d’ordonnance
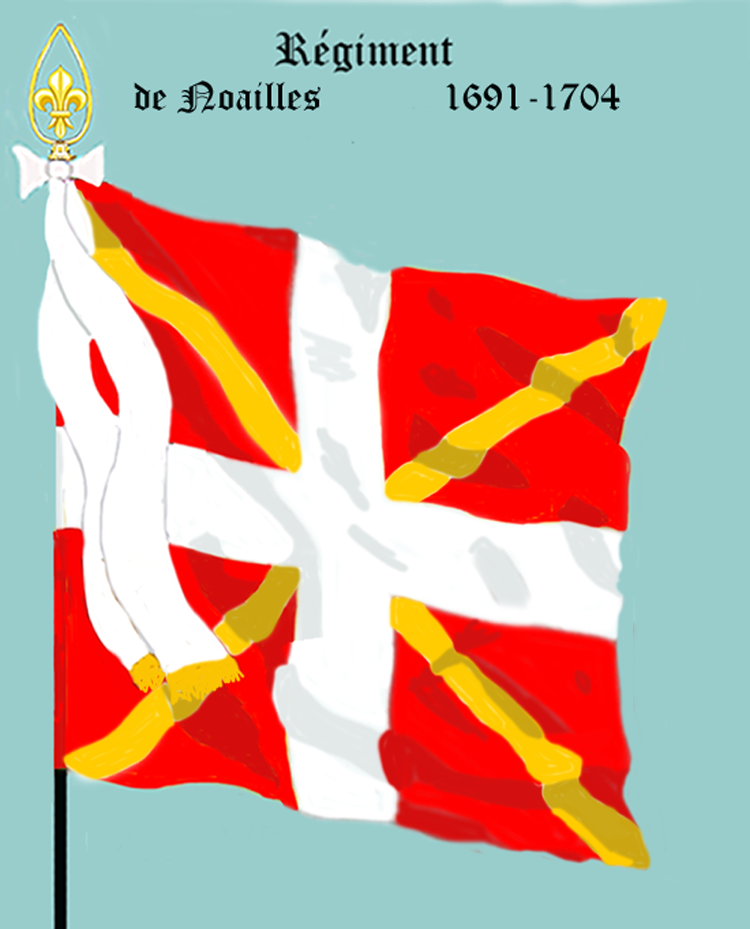
régiment de Noailles de 1691 à 1704
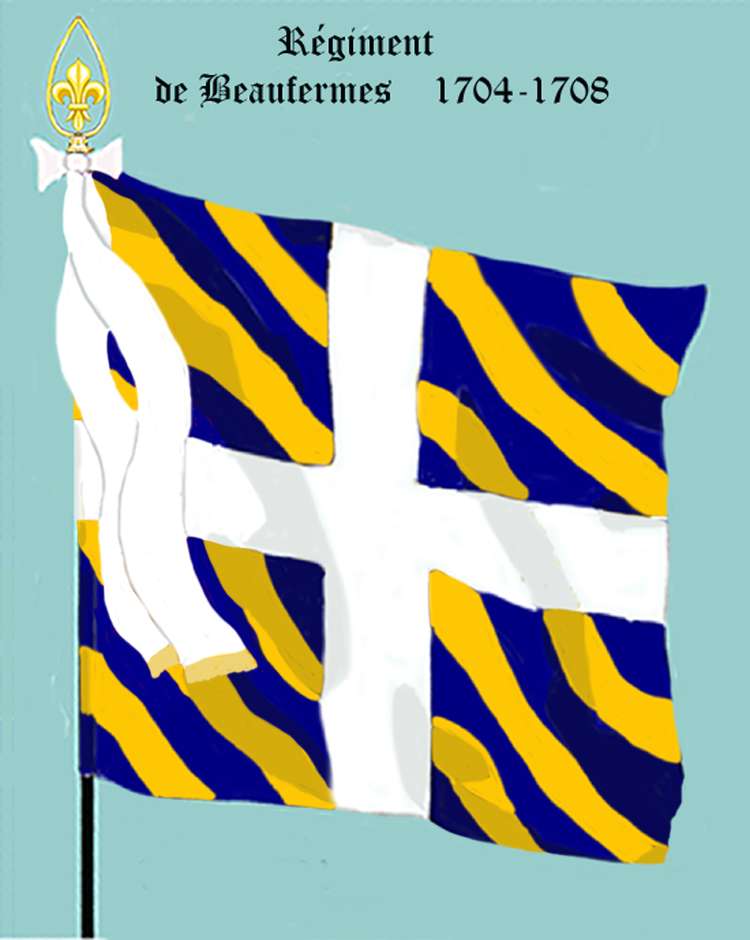
régiment de Beaufermes de 1704 à 1708
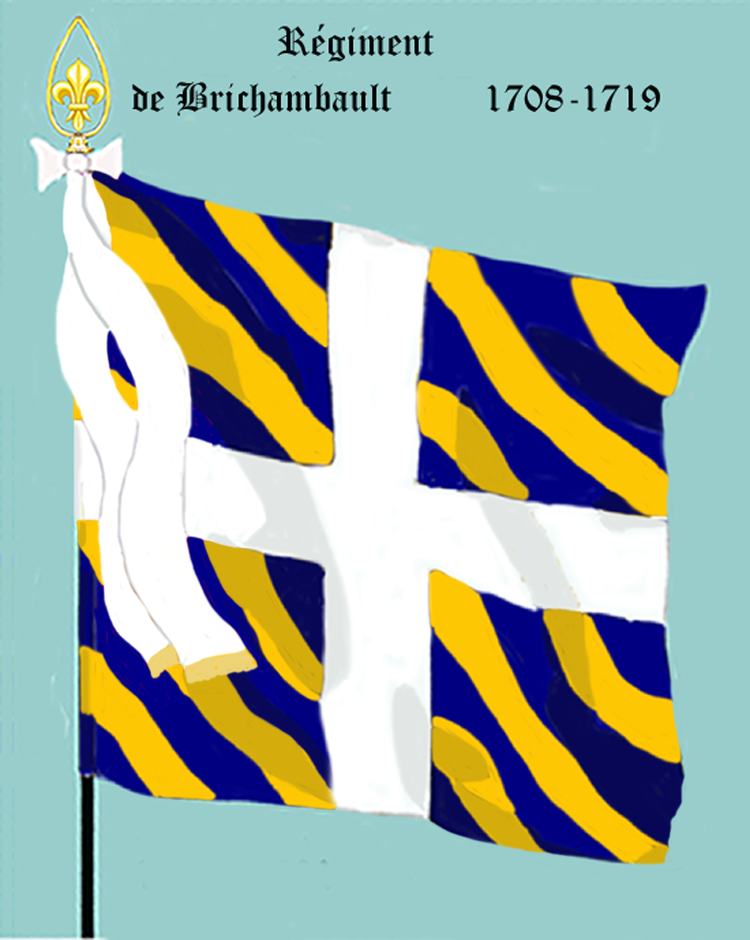
régiment de Brichambault de 1708 à 1719
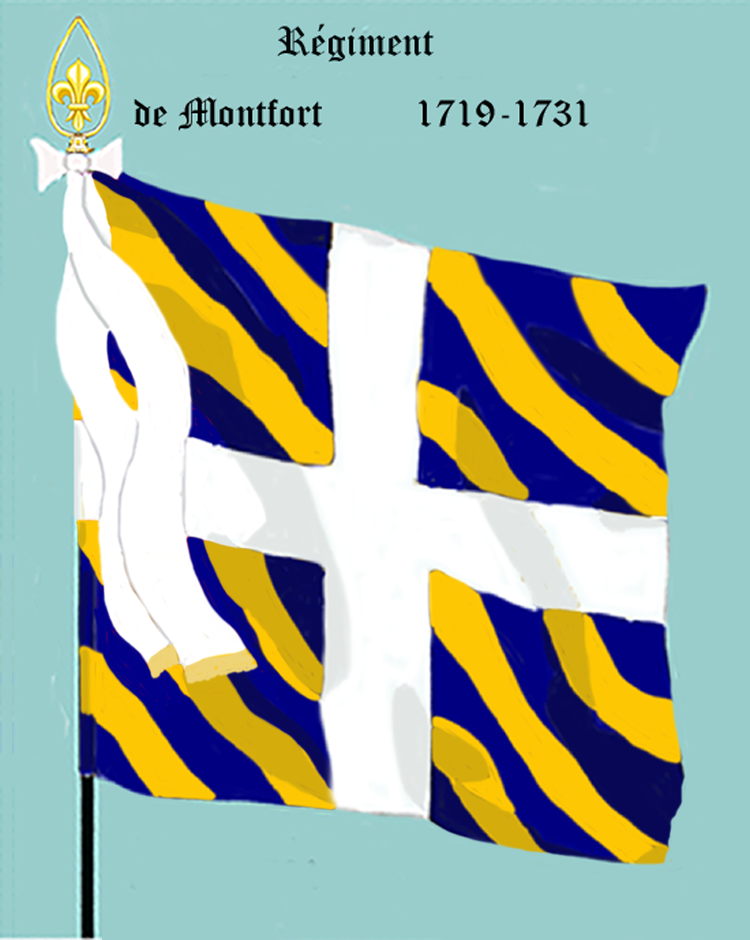
régiment de Montfort de 1719 à 1721

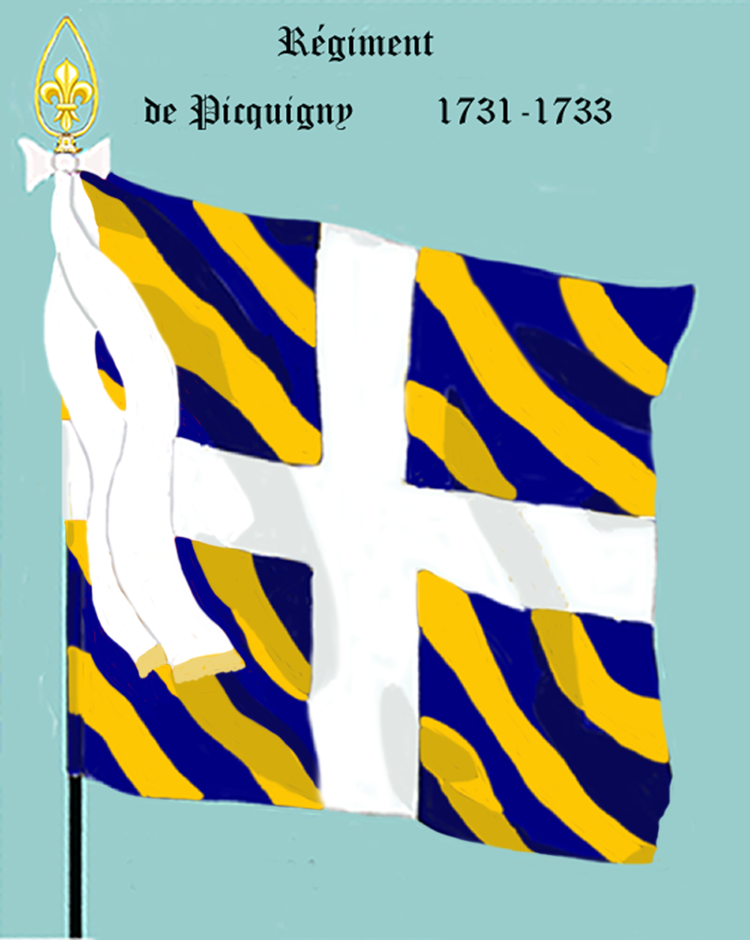
régiment de Picquigny de 1721 à 1733
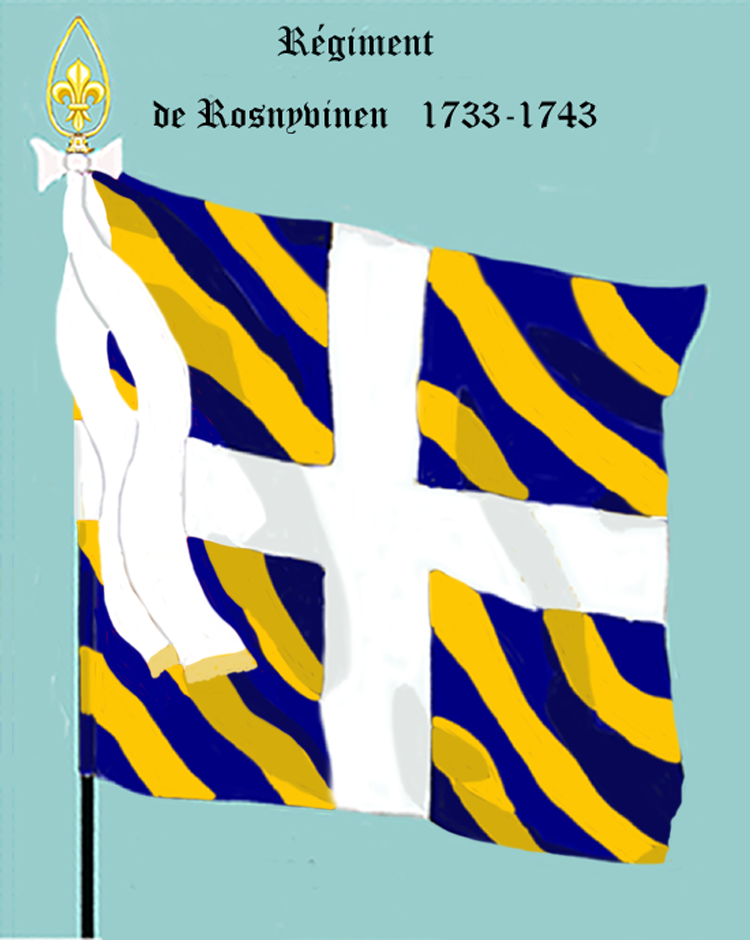
régiment de Rosnyvinen de 1733 à 1743
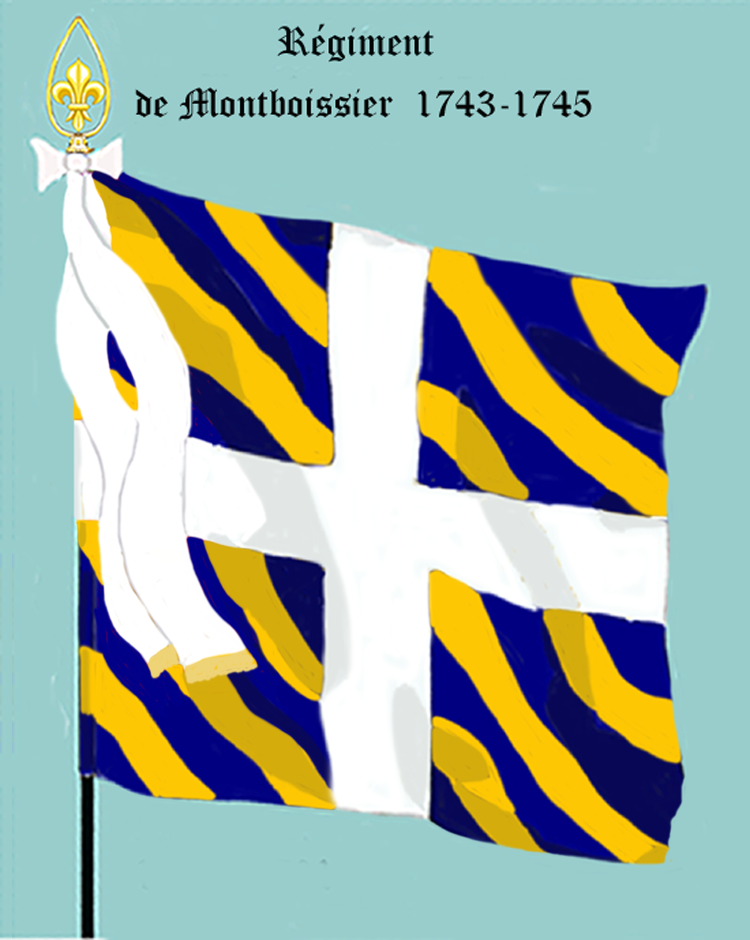
régiment de Montboissier de 1743 à 1745
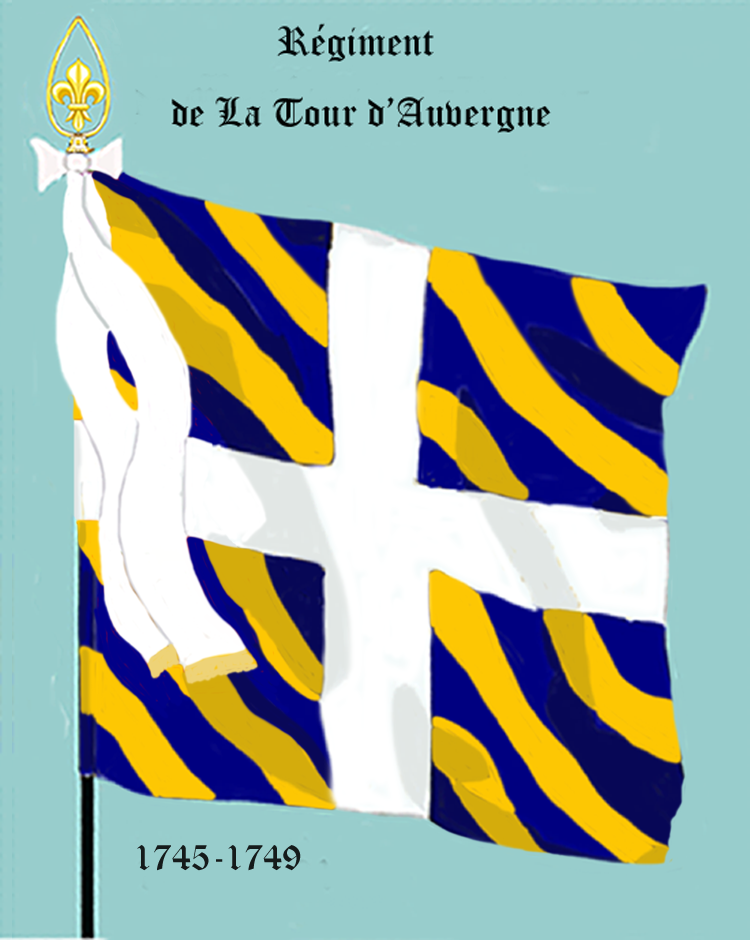
régiment de La Tour d’Auvergne de 1745 à 1749

## Habillement

Uniformes
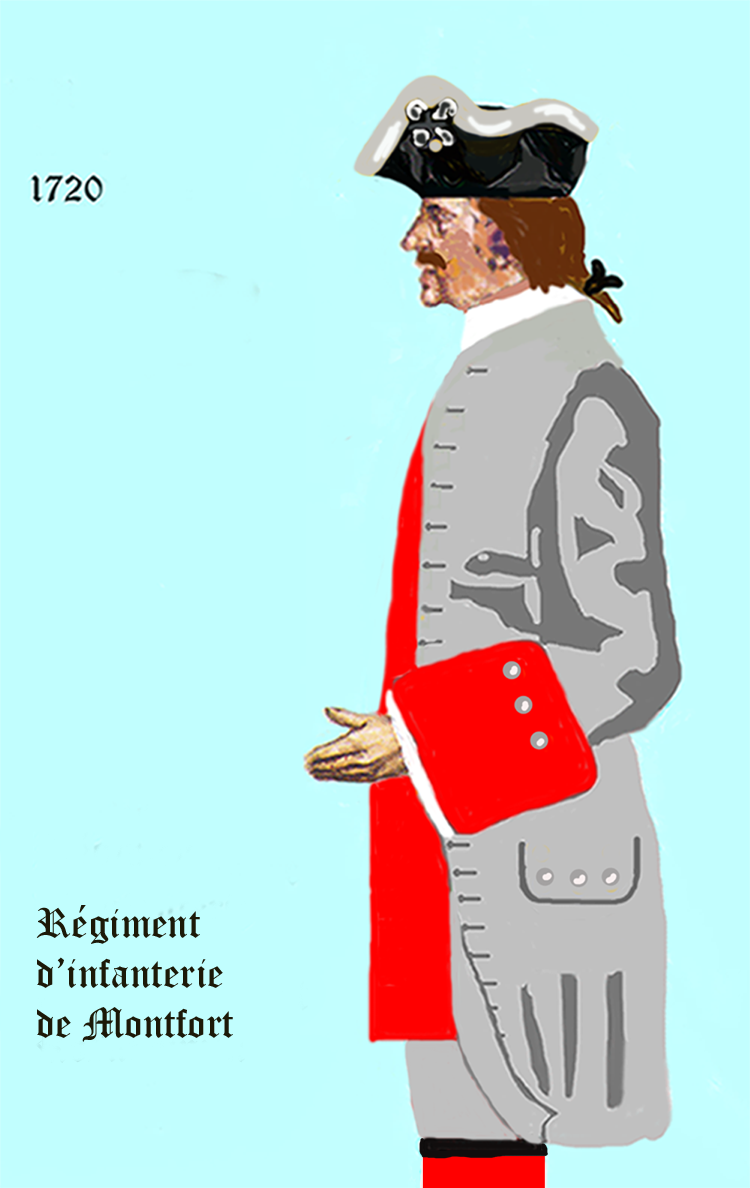
de 1720 à 1734
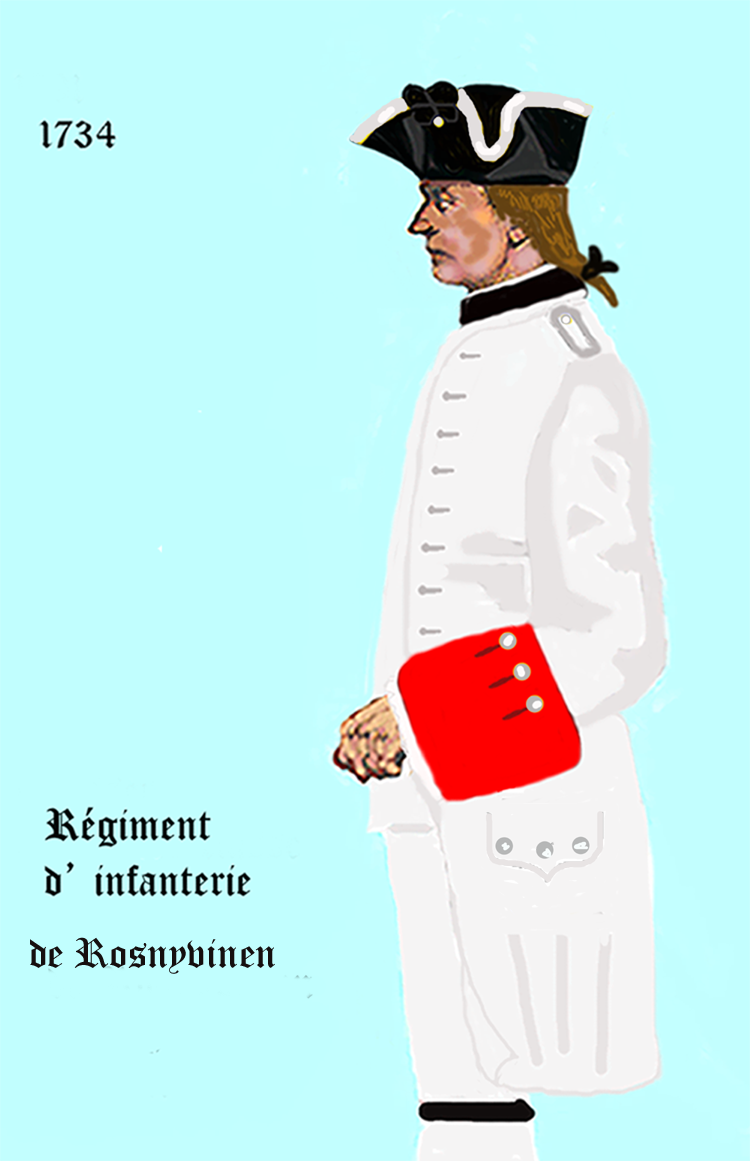
de 1734 à 1749

### Sources et bibliographie
- Lieutenant général de Vault, Mémoires militaires relatifs à la guerre d'Espagne sous Louis XIV, vol. 1, Imprimerie Royale (Paris), 1835, 910 p. (lire en ligne).
- Chronologie historique-militaire, par M. Pinard, tomes 3, 7 et 8, Paris 1761, 1764 et 1778